# Protochauliodes eungella
Protochauliodes eungella är en insektsart som beskrevs av Günther Theischinger 1988. Protochauliodes eungella ingår i släktet Protochauliodes och familjen Corydalidae. Inga underarter finns listade i Catalogue of Life.